# 本·琼生
本·琼生（英語：Ben Jonson，约1572年6月11日—1637年8月6日），英格兰文艺复兴剧作家、诗人和演员。他的作品以讽刺剧见长，《福尔蓬奈》（Volpone）和《炼金士》（The Alchemist）为其代表作，他的抒情诗也很出名。

## 生平
他的父亲是一名神职人员，在本·琼生出生前一周去世，他的母亲在两年后改嫁给一名砖匠。本曾就读于威斯敏斯特公学，受教于威廉·卡姆登。他毕业后本打算进入剑桥大学读书，但他的继父强迫他做了砖匠。后来他自愿到荷兰参军，归国后才开始当上演员和剧作家。